# 15 cm SK "Nathan"
Il 15 cm Schnelladekanone L/45 in Mittelpivot-Lafette o 15 cm SK L/45 "Nathan" fu un cannone ferroviario tedesco di origine navale, impiegato durante la prima guerra mondiale.

## Storia
Lo Deutsches Heer all'inizio della Grande Guerra soffriva di una grave carenza nel settore delle artiglierie a lungo raggio, che spinse i vertici militari a recuperare bocche da fuoco navali ed adottarle ad affusti ruotati e ferroviari. Le armi su affusti ruotati si rivelarono troppo pesanti e poco mobili, mentre i cannoni ferroviari, ebbero maggiore successo. Questi erano manovrati da squadre di cannonieri della Kaiserliche Marine, che affibbiarono soprannomi a tutte queste armi di circostanza.
La versione ferroviaria del 15 cm SK L/45 venne ribattezzata Nathan, Nathan Ernst e Nathan Emil; la ragione di tre nomi diversi non è conosciuta ma probabilmente servivano a distinguere  le versioni C/13 e C/16 del 15 cm SK.  Questi ultimi erano i pezzi destinati originariamente agli incrociatori classe Cöln cancellata, mentre i C/13 erano armi di ricambio o sbarcate da vecchi incrociatori e pre-dreadnought.
Furono prodotti oltre 21 pezzi. Essi entrarono in servizio 1918 e sembra che siano stati utilizzati principalmente per compiti di difesa costiera. Dopo la guerra, molte di questi impianti furono adattati, come il  15 cm SK L/45 originale, alle piazzole di tiro in calcestruzzo delle batterie costiere.

## Tecnica
La bocca da fuoco e la culla originaria erano incavalcatati su un affusto ad aloni fissato su una piattaforma con scudatura anteriore e laterale, ma a cielo scoperto. La piattaforma brandeggiava, tramite un perno centrale, su un pianale ferroviario munito di due carrelli a due assi. Il pianale non era munito di stabilizzatori, quindi quando il cannone sparava al traverso tutto l'impianto oscillava fortemente, nonostante le catene di ancoraggio al suolo.
La munizione era di tipo navale, separata con carica di lancio principale in bossolo metallico e cariche supplementari in sacchetti di tela, da calcare prima del bossolo. Il Nathan sparava le granate navali ad alto esplosivo Spgr. L/5 (Haube), pesanti 5 kg.